# Lost Soul
Lost Soul este o formație poloneză de technical death metal din Wrocław înființată în 1990. Până în 2009 Lost Soul a lansat patru albume de studio foarte aclamate atât de fani, cât și de jurnaliști. Ultimul disc, Immerse in Infinity a fost promovat prin primul videoclip realizat de trupă- pentru piesa "...If The Dead Can Speak".

## Istoric
Formația a fost înființată în 1990 în Wrocław de către vocalistul și chitaristul Jacek Grecki, basistul Tomasy Fornalski și tobarul Adam Sierżęga. Primele piese au fost înregistrate doi ani mai târziu și lansate sub forma unui demo cu numele Eternal Darkness. Un alt demo, Superiorum Ignotum, înregistrat în Cehia a văzut lumina zilei în 1993. În 1995 Lost Soul a semnat un contract cu casa de discuri Baron Records. Pieselor reînregistrate de pe Superiorum Ignotum li s-au adăugat două melodii adiționale de pe primul material al trupei. La scurt timp, activitatea trupei a fost suspendată datorită unor neînțelegeri personale între membrii.

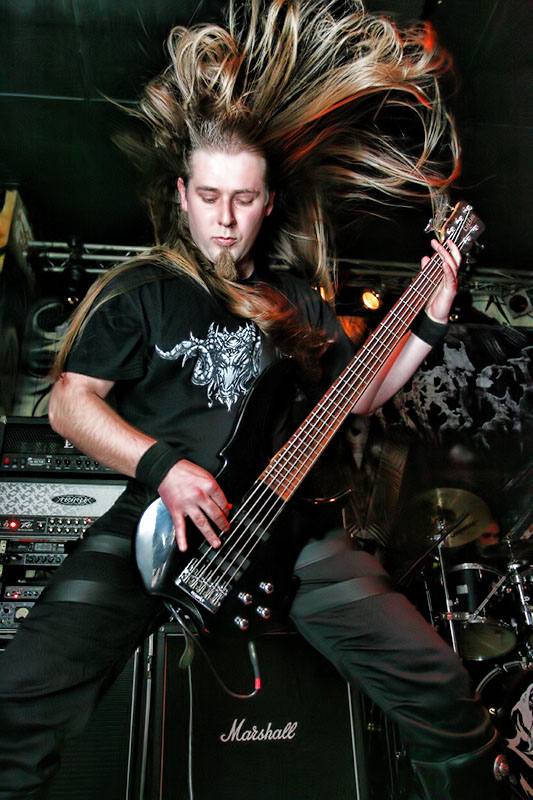
Damian "Czajnik" Czajkowski - Wrocław, 2010.

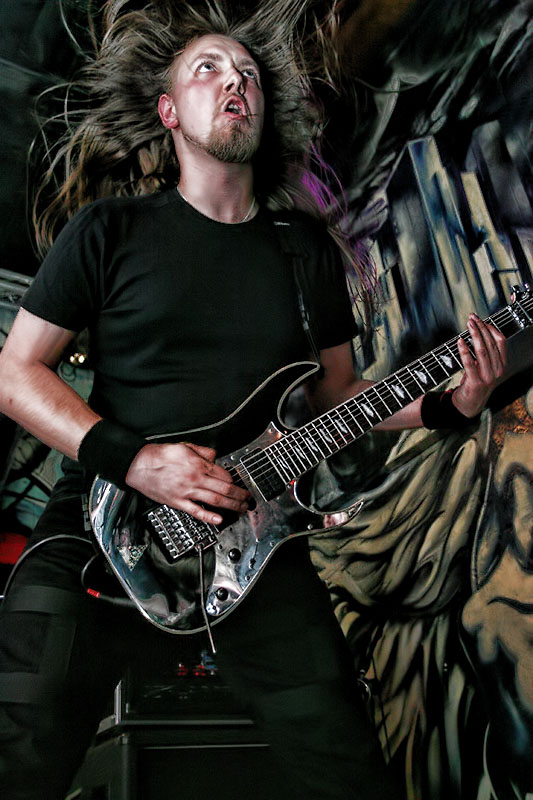
Dominik "Domin" Prykiel - Wrocław, 2010.

În  1997 Lost Soul a revenit cu o nouă componență, avându-l pe Piotr Ostrowski ca și chitarist. Anul ce urma au purces la studioul Selani din Olsztyn să înregistreze noul demo ...Now is Forever. La scurt timp, Tomasz Fornalski a părăsit trupa și a fost înlocuit de Krzysztof Artur Zagórowicz (acesta activând și în Shemfahorash). În acea perioadă, aparițiile live ale trupei au sporit: Lost Soul cântând alături de nume ca Dying Fetus, Monstrosity, Kataklysm și participând la festivaluri precum Obscene Extreme sau Silesian Open Air. În 1999 ...Now is Forever a fost lansat ca parte a compilației Disco's Out, Slaughter's In, sub egida casei de discuri Novum Vox Mortis și ca parte a discului Polish Assault, scoasă la Relapse Records.
În 2000, albumul de debut Scream of the Mourning Star a fost lansat în Polonia de către Metal Mind Records iar internațional de către Relapse Records. Acesta a fost recenzat într-un mod pozitiv, entuziast chiar, de către critici dar și fani deopotrivă. La doi ani distanță, în mai 2002, Lost Soul a semnat un alt contract cu Empire Records pentru lansarea celui de-al doilea album: Übermensch (Death of God). Acesta se putea găsi în magazine din August și la câteva luni diferență Osmose Productions l-a lansat pe tot mapamondul.
În octombrie 2002, Lost Soul a luat parte la festivalul Thrash’em All, cântând în zece din cele mai mari orașe poloneze alături de Monstrosity, Vomitory, Trauma, Dissenter și Contempt. La scurt timp după aceea, din varii motive personale Krzysztof Artur Zagórowicz a părăsit formația, Paweł Michałowski luându-i locul. În această formulă au participat la Hell Festival alături de KAT și Ancient Rites. 2003 este un an prolific, plin de apariții live sub forma unui turneu cu Hell-Born și Quo-Vadis  și a participării la faimosul festival Metalmania împreună cu nume ca Samael, Marduk, Vader, Saxon și Malevolent Creation.

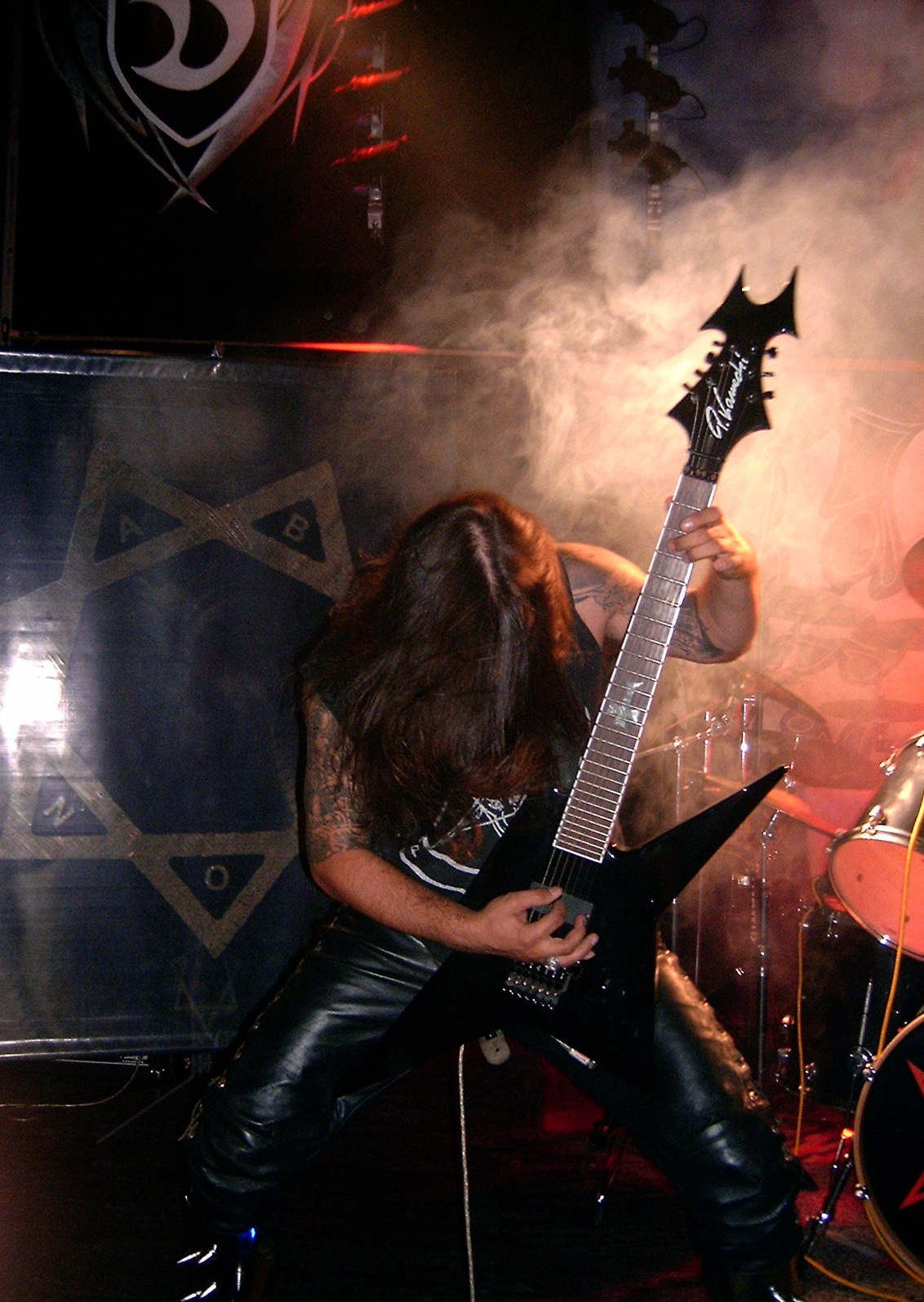
Piotr Ostrowski, 2005.

După lansarea celui de-al doilea album pe plan internațional pe data de 3 martie 2003, Lost Soul s-a îmbarcat în turneul de promovare al acestuia, numit Empire Invasion Tour, la acesta luând parte și Dies Irae, Hate și Esqarial. După acest turneu Paweł Michałowski a părăsit trupa și a fost înlocuit de un vechi membru în persoana lui Tomasz Fornalski. În această componență a fost înregistrat cel de-al treilea album Chaostream, în aprilie 2004 în Hertz Studio. A fost prima ocazie în istoria trupei în care s-au folosit chitare cu șapte corzi pentru înregistrări. În iulie, Tomasz Fornalski a părăsit definitiv echipa Lost Soul, fiind înlocuit de Damian "Czajnik" Czajkowski. În octombrie a acelui an, Lost Soul a participat la turneul Blitzkrieg II alături de Vader, Ceti și Crionics, cântând în 17 orașe din Polonia.
Chaostream a fost lansat prin Wicked World records, casă de discuri subsidiară Earache Records. Coperta a fost semnată de artistul grec Seth Siro Anton. Albumul a fost promovat de-a lungul a trei turnee: primul sub titulatura de Mega Strike Europe in Chaos Tour între aprilie și mai 2005 alături de Fleshgore și Sanatorium, totalizând 24 de orașe în 10 țări europene. A urmat apoi Summer Tour 2005 împreună cu Vader și Desecration, de-a lungul a zece concerte în trei țări. Al treilea turneu, -cel mai de anvergură- a fost masivul Blitzkrieg III care s-a dezlănțuit asupra 48 de orașe din Polonia și Europa, Lost Soul împărțind scena cu Anorexia Nervosa, Rotting Christ și Vader.	
În 2006, trupa s-a scindat din cauza plecării lui Adam Sierżęga și Piotr Ostrowski, dar în 2008 formația a fost reactivată cu noi membrii: Krzysztof "Desecrate" Szałkowski  la tobe (acesta activând și în Naamah, Pyrrhoea și Gortal), iar la începutul lui 2009 i s-a alăturat Dominik „Domin” Prykiel, astfel începând lucrul la al patrulea album Immerse in Infinity. Acesta a fost lansat de către Witching Hour Productions la data de 6 octombrie 2009. În tandem cu echipa  de la Endorfina, Lost Soul a realizat primul clip oficial al trupei, la melodia „...If The Dead Can Speak”. A urmat apoi participarea la turneul Blitzkrieg V, în cadrul a două concerte alături de Vader și Marduk, cu ocazia cărora au fost prezentate melodii de pe Immerse in Infinity.
În 2010 Lost Soul a luat parte ca invitat special la o serie de concerte alături de Rotting Christ, parte a turneului Aealo. În sezonul de vară, trupa și-a făcut aparițiala câteva festivaluri open-air, printre care și a 15-a ediție a Brutal Assault din Cehia. De asemenea, mai apoi au cântat alături de Bolt Thrower și Gojira. În decembrie 2010, Lost Soul a aniversat 20 de ani de existență printr-un show special sub numele de Genesis – XX Years of ChaoZ în clubul Madness din Wrocław. Acest titlu prefigurează denumirea albumului-compilație care urmează să apară în 2011. Împreună cu Lost Soul au cântat trupe ca Trauma, Hermh, Crionics, Gortal, Extinct Gods și F.A.M.

## Membrii trupei

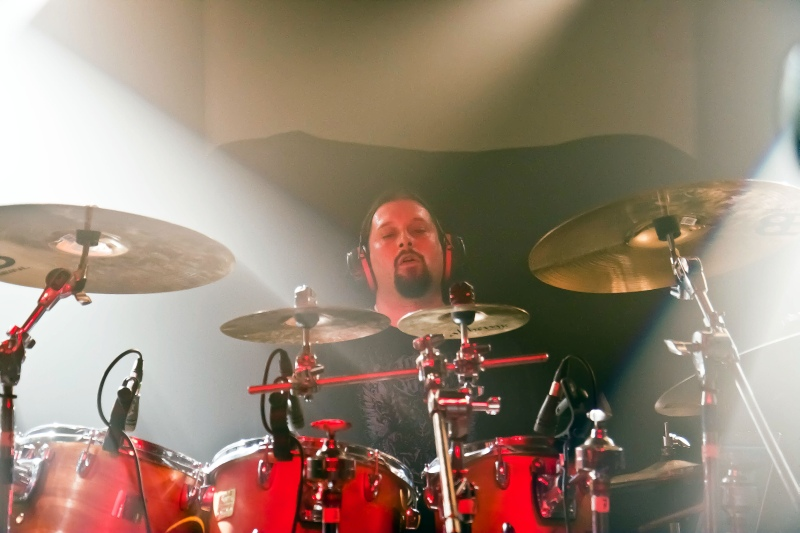
Krzysztof "Desecrate" Szałkowski - Kraków, 2010.

### Membrii actuali
- Jacek Grecki – chitară și voce (1990–1995, din 1997)
- Damian "Czajnik" Czajkowski – chitară bas (din 2004)
- Krzysztof "Desecrate" Szałkowski – tobe (din 2008)
- Dominik "Domin" Prykiel – chitară (din 2009)

### Foști membrii
- Piotr Ostrowski – chitară (1997–2006)
- Adam Sierżęga – tobe (1990–1995, 1997–2006)
- Tomasz Fornalski – chitară bas (1990–1995, 1997–1998, 2003–2004)
- Krzysztof Artur Zagórowicz – chitară bas (1998–2002)
- Paweł Michałowski – chitară bas (2002–2003)

## Discografie

### Albume de studio
- Scream of the Mourning Star (2000, Relapse Records, Metal Mind Productions)
- Übermensch (Death of God) (2002, Osmose Productions, Empire Records)
- Chaostream (2005, Empire Records, Wicked World Records, Earache Records)
- Immerse in Infinity (2009, Witching Hour Productions)

### Demo-uri
- Eternal Darkness (1993, lansat de către trupă/self-release)
- Superior Ignotum (1994, Baron Records)
- ...Now Is Forever (1998, lansat de către trupă/self-release)

### Compilații
- Genesis - XX Years of ChaoZ (2011, Witching Hour Productions)

### Split-uri
- Disco's Out, Slaughter's In (1999, Novum Vox Mortis)
- Polish Assault (2000, Relapse Records)

## Videoclipuri
- "...If The Dead Can Speak" (2009, Regizat de: Endorfina)[12]

## Distincții
| An   | Categorie                               | Distincție                      | Notă     |
| ---- | --------------------------------------- | ------------------------------- | -------- |
| 2010 | Cel mai bun album (Immerse in Infinity) | Evaluare pe 2009 Musicarena.pl  | Locul II |
| 2011 | Artistul anului 2010 din Polonia        | Referendum pe 2010 Metalnews.pl | Locul II |